# Pseudopomyza antipoda
Pseudopomyza antipoda är en tvåvingeart som först beskrevs av Harrison 1955.  Pseudopomyza antipoda ingår i släktet Pseudopomyza och familjen Cypselosomatidae. Inga underarter finns listade i Catalogue of Life.